# Galathea spinosorostris
Galathea spinosorostris är en kräftdjursart som beskrevs av James Dwight Dana 1852. Galathea spinosorostris ingår i släktet Galathea och familjen trollhumrar. Inga underarter finns listade i Catalogue of Life.